# STOP MOTION (大黒摩季のアルバム)
『STOP MOTION』（ストップ・モーション）は、日本の女性歌手、大黒摩季の1枚目のミニアルバムで1stアルバム。
1993年11月10日、東芝EMI / TM FACTORYから発売された。（規格品番はTOCT-6503）その後大黒の移籍に伴い1994年2月2日にビーイングのレコードレーベルB-Gram RECORDSから再発売された。（規格品番はBGCH-1009）

## 概要
ミニアルバムで発売された大黒の1stアルバム。
全曲、本人による作詞・作曲。デビュー曲「STOP MOTION」はアルバムバージョンで収録されている。大きな違いとしてイントロのコーラスの有無、またシングルバージョンで存在しなかったアウトロやコーラス（サビ）の繰り返しがあることなどが挙げられる。
その後の大黒作品のほとんどの編曲は葉山たけしが担当することになるが、今作のみ明石昌夫、池田大介が担当した楽曲が収録されている。
収録曲の『STAY』は1991年に放送されたテレビドラマ『ホテルウーマン』挿入歌となっていたので、『ホテルウーマン オリジナルサウンドトラック』にも収録されている。

## 再発売
本作は1994年にB-Gramから再発売された後、1995年初頭に廃盤になっている。
その後、1995年に発売されたベストアルバム『BACK BEATs #1』のリリースに併せ再々発売されており、オリジナル発売から3年半経ってオリコンアルバムチャートにランクインした。(規格品番・価格には変更なし。)
2019年12月31日に配信限定で2019年版リマスタリングバージョンが配信された。

## 収録曲
| 全作詞・作曲: 大黒摩季。 |                                       |          |            |            |      |
| #                        | タイトル                              | 作詞     | 作曲・編曲 | 編曲       | 時間 |
| 1.                       | 「あいつにSAY」                       | 大黒摩季 | 大黒摩季   | 葉山たけし | 3:46 |
| 2.                       | 「STOP MOTION」(アルバム・バージョン) | 大黒摩季 | 大黒摩季   | 明石昌夫   | 5:11 |
| 3.                       | 「That's イケイケ宣言!!」             | 大黒摩季 | 大黒摩季   | 池田大介   | 4:19 |
| 4.                       | 「Time&Time」                         | 大黒摩季 | 大黒摩季   | 葉山たけし | 5:25 |
| 5.                       | 「風に吹かれて」                      | 大黒摩季 | 大黒摩季   | 葉山たけし | 5:36 |
| 6.                       | 「ふたり」                            | 大黒摩季 | 大黒摩季   | 池田大介   | 5:25 |
| 7.                       | 「STAY」                              | 大黒摩季 | 大黒摩季   | 明石昌夫   | 4:25 |

## クレジット
- 長戸大幸 （Being）- プロデューサー
- 寺島良一 （Being）- ディレクター
- 中島正雄 （Being） - スーパーバイザー
- 高野昭彦（Being） - マネージャー

## 参加ミュージシャン
- 葉山たけし - ギター（#1, 5, 7）、シンセサイザープログラマー
- 増崎孝司 - ギター（#7）
- 鈴木英俊 - ギター（#2）
- 小野塚晃 - オルガン（#4, 5）
- 勝田一樹 - サックス（#2, 5, 7）
- 栗林誠一郎 - コーラス（#2）
- 古川真一 - コーラス（#5）
- 生沢佑一 - コーラス（#4）
- 大黒摩季 - コーラス（#1, 2, 3, 7）
- 明石昌夫 - シンセサイザープログラマー
- 池田大介 - シンセサイザープログラマー
- 蓬田尚紀 - シンセサイザープログラマー